# アレックス・デルベッキオ

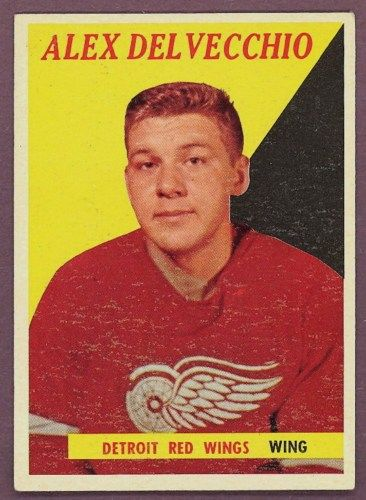
現役時代

アレックス・デルベッキオ（Alexander Peter "Fats" Delvecchio 1931年12月4日 - 2025年7月1日）は、カナダ連邦オンタリオ州フォートウィリアムズ出身の元プロアイスホッケー選手。ホッケーの殿堂入りを果たしている。

## 経歴
12歳で初めてスケートを学んだ。これはNHL選手としては非常に遅い部類である。オンタリオ・ホッケー協会のオシャワ・ジェネラルズでプレーした後、1952年にデトロイト・レッドウィングスに加入、その年、チームのスタンレー・カップ制覇に貢献した。
彼は22シーズンに渡ってデトロイト・レッドウィングスのセンター、レフトウィングとしてプレーした。ゴーディ・ハウ、テッド・リンゼイとのラインが知られている。同一チームで22シーズンプレーしたのはNHL史上彼だけである。リンク上での紳士的なプレーでも知られておりレディ・ビング記念賞を3回受賞している。輝かしいキャリアの持ち主であるもののレッドウィングスの得点王になったことは一度もなく1969-70年シーズン、チームトップのゴーディ・ハウに3点差であったのがもっとも惜しいシーズンであった。
1973年に現役を引退したが出場試合数、アシスト数、ポイント数のそれぞれで当時歴代2位であった。現役引退後デトロイト・レッドウィングスのヘッドコーチ、ゼネラルマネージャーを務め1977年にホッケー界を去った。この年ホッケーの殿堂入りを果たしている。
現役引退時にレッドウィングスにおけるオフェンスの多くのカテゴリでハウに次ぐ歴代2位であったが現在ではスティーブ・アイザーマンに多くのカテゴリで抜かれた。しかし出場試合数では依然として歴代2位である。
2025年7月1日、ミシガン州ロチェスターの自宅で死去。93歳没。

## 詳細情報

### 表彰
- NHLセカンドチームオールスター2回選出 1953年（センター）、1959年（レフトウィング）
- 1998年にホッケー・ニュースが選んだ偉大な100人のホッケー選手のうち82位。

### 記録
- スタンレー・カップファイナル優勝：3回（1952年、1954年、1955年）
- オールスターゲーム選出：13回（1953年-1959年、1961年-1965年、1967年）彼以上の出場回数を誇る選手はわずか5人
- デトロイト・レッドウィングスのチームキャプテンを1962年から1973年まで12年間務めた。チーム史上彼より長期間キャプテンを務めたのはスティーブ・アイザーマンのみ。
- 現在NHL史上8位の出場試合数、史上27位のポイント数。
- レッドウィングス出場試合数で史上2位、ポイント、得点、アシストで史上3位。
- 1991年11月10日、彼の背番号10は永久欠番となった。